# Blossia spinosa
Blossia spinosa es una especie de arácnido  del orden Solifugae de la familia Daesiidae.

## Distribución geográfica
Se encuentra en Israel y en el sur de África.